# Feiyin Tongrong
Feiyin Tongrong (chiń. 費隱通容, pinyin Fèiyǐn Tōngróng; kor. 비은통용 Piŭn T’ongyong; jap. Hiin Tōyō; wiet.  Phí ẩn Thông Dung; ur. 1593, zm. 1662) – chiński mistrz chan z odgałęzienia yangqi szkoły linji, kaligraf.

## Życiorys
Pochodził z rejonu Fuqing, gdzie znajdował się klasztor Wanfu na górze Huangbo. Po śmierci rodziców krewni oddali go do lokalnego klasztoru. W wieku 14 lat został nowicjuszem. Jego pierwszymi nauczycielami byli mistrzowie chan szkoły caodong, tacy jak Zhanran Yuancheng (1561–1626), Wuming Huijing (1548–1618) i Wuyi Yuanlai. Został zaordynowany przez mistrza Zhanrana i na ceremonii tonsurowej (postrzyżyn) otrzymał imię Mingmi.
Był antynomistą i bardzo interesował się praktyką Koanową. Kolidowało to z ówczesnym stylem praktyki caodong, w którym praktykowało się medytację, inkantacje oraz prowadziło doktrynalne studia. Był więc często wyśmiewany przez innych uczniów. Nie znajdywał także zrozumienia u nauczycieli. Studiował kiedyś ze znanym mnichem, który wierzył w to, że osiągnął oświecenie. Mnich ten spytał Feiyina o znaczenie bezspoinowej stupy (wufengta). Feiyin odpowiedział klaśnięciem. Mnich powiedział wtedy: „Spróbuj nauczyć się być uczciwym!” Feiyin odpowiedział: „Biorąc pod uwagę to, że jesteś już starszy, wymierzam ci trzydzieści uderzeń”. Ostatecznie Feiyin odszedł do tego nauczyciela.
Po około dziesięciu latach praktyki u mistrzów caodong Feiyin opuścił tę szkołę i rozpoczął praktykę w szkole linji. Miał wtedy około 28 lat. W 1621 roku przeczytał zapisane wypowiedzi (chiń. yulu) mistrza Miyuna Yuanwu i został natychmiast przyciągnięty przez jego nauki. Uwielbienie Miyuna przez Feiyina wynikało z tego, iż mieli podobne zrozumienie literatury chan.
W końcu doszło do ich spotkania, podczas którego nie użyli żadnego dyskursywnego dialogu. Uderzenia i okrzyki, chociaż wydawały się niezwykle gwałtowne, wyrażały ich zrozumienie chanu. Feiyin po raz pierwszy poczuł się w pełni zaaprobowany. Po tym spotkaniu Feiyin spalił wszystkie swoje doktrynalne eseje, które napisał wcześniej i całkowicie poświęcił się literaturze chan.
Feiyin praktykował u Miyuna przez kilka lat. W 1630 roku Feiyin, który pochodził z Fuqing, udał się tam, m.in. aby przedstawić osobę Miyuna lokalnym intelektualistom. Feiyin wynegocjował także wtedy stanowisko opata klasztoru Wanfu dla Miyuna. Miyun zaakceptował propozycję i w 1631 roku drogą morską przybył do Fuqing. Siódmego miesiąca tego roku Feiyin otrzymał certyfikat przekazu Dharmy, miotełkę i szatę w czasie publicznej ceremonii. Miyun opuścił Wanfu si ósmego miesiąca tego roku, a Feiyin został opatem klasztoru Mafeng w Fujian. Jednak już w 1633 roku był opatem Wanfu si.
Po trzech latach pełnego sukcesów piastowania tej funkcji, jego kariera szybko się rozwijała. W 1638 roku został opatem klasztoru Jinsu w okolicy Haiyan w prowincji Zhejiang, po Miyunie, który został opatem Tiantong si w Ningbo. Około 1640 roku wpływy Miyuna były olbrzymie. Jego linia przekazu dzierżyła dwa najbardziej prestiżowe w Chinach klasztory (z pięciu): Jinsu (Feiyin) i Tiantong (Miyun). Oba te klasztory były zupełnie niezależne. Jednak gdy znalazły się w posiadaniu Miyuna i Feiyina, miejscowi patroni (dla których lokalne klasztory były terenem ich wpływów) poczuli się zagrożeni, gdyż przypuszczali, iż klasztor Jinsu stanie się filią klasztoru Tiantong. W wyniku tej kontrowersji Miyun musiał udać się do Jinsu si i wyjaśnić sprawę tak, aby uspokoić miejscowych notabli.
Jednym z głównych zainteresowań Feiyina były linie przekazu Dharmy. Był uczulony na wszelkie fałszerstwa i krytykował Muchena Daominga za to, iż ten pisząc epitafium dla ich mistrza Miyuna, wspomniał tylko ilość jego spadkobierców Dharmy, bez wymieniania ich z nazwiska. Dla Feiyina była to próba oszustwa, gdyż Muchen otrzymał przekaz Dharmy przez pośrednika. Aby uniknąć podobnych problemów Feiyin posunął się do tego, że w czasie żałobnych uroczystości w roku 1642 poświęconych Miyunowi w klasztorze Tongxuan na górze Tiantai publicznie spalił wszystkie miotełki pozostałe po Miyunie oraz zniszczył jego pieczęć.
W roku 1647 został zaproszony na stanowisko opata do jednego z głównych klasztorów Chin – Tiantong. W 1650 przyjął stanowisko opata w klasztorze Fuyan. W latach 50. XVII wieku przeżywał szczyt swojej kariery. Odbywał częste podróże pomiędzy słynnymi ośrodkami chanu w prowincji Zhejiang i rozciągnął swoje wpływy na wszelkie sprawy klerykalne.
W tym okresie napisał swoją polemiczną książkę Wudeng yantong, która spowodowała olbrzymie zamieszanie w chińskim środowisku buddyjskim i doprowadziła go do porażki i frustracji.
Mistrz chan Feiyin Tongrong zmarł w 1662 roku pozostawiwszy po sobie 64 spadkobierców.
Ponieważ jego uczeń Yinyuan Longqi założył w Japonii szkołę ōbaku, Feiyin jest czczony także w Japonii. W 1999 roku japońscy pielgrzymi wybudowali w klasztorze Wanfu pawilon Feiyina (chiń. Feiyin ting).

## Prace literackie
- Wudeng yantong
- Wudeng yantong jiehuo pian
- Feiyin chansi bieji

## Linia przekazu Dharmy zen
Pierwsza liczba oznacza liczbę pokoleń mistrzów od 1 Patriarchy indyjskiego Mahakaśjapy.
Druga liczba oznacza liczbę pokoleń od 28/1 Bodhidharmy, 28 Patriarchy Indii i 1 Patriarchy Chin.
Trzecia liczba oznacza początek nowej linii przekazu w danym kraju.
- 39/29. Huanyou Zhengchuan (1549–1614)
  - 40/30. Xuejiao Yuanxin postanowił zrekreować szkołę yunmen
  - 40/30. Tianyin Yuanxiu (1575–1635)
    - 41/31. Ruo’an Tongwen (1604–1655)
    - 41/31. Shanci Tongji (1608–1645)
    - 41/31. Yulin Tongxiu (1614–1675)
      - 42/32. Maoxi Xingsen (1614–1677)
      - 42/32. Baisong Xingfeng (1612–1674)
      - 42/32.
        - 43/33. Meng’an Chaoge (1639–1708)
          - 44/34. Jialing Xingyin (1671–1726)

  - 40/30. Miyun Yuanwu (1566–1642) 12 spadkobierców
    - 41/31. Shiche Tongsheng (1593–1638) 3 spadkobierców
      - 42/32. Xigan Xingyuan (1609–1679)
      - 42/32. Qiyuan Xinggang (1597–1654) mistrzyni chan, 7 spadkobierczyń
        - 43/33. Yikui Chaochen (1625–1679) mistrzyni chan

    - 41/31. Chaozong Tongren (1604–1648)
    - 41/31. Muyun Tongmen (1591–1671)
    - 41/31. Poshan Haiming (1577–1666)
      - 42/32. Zhangrue Tongzui (1610–1693)

    - 41/31. Hanyue Fazang (1573–1635)
      - 42/32. Tanji Hongren (1599–1638)
      - 42/32. Jiqi Hongchu (1605–1672)
        - 43/33. Baochi Jizong (ur. 1606) mistrzyni chan
        - 43/33. Zukui Jifu mistrzyni chan
        - 43/33. Renfeng Jiyin (bd) mistrzyni chan
        - 43/33. Jiyin Xiangyu (bd)

      - 42/32. Liu Daozhen (bd)
      - 42/32. Dingmu Hongche (bd)
      - 42/32. Jude Hongli (1600–1667)
        - 43/33. Huishan Jiexian (1610–1672)
        - 43/33. Bo’an Zhengzhi (1599–1676)

    - 41/31. Muchen Daomin (1596–1674)
      - 42/32. Yuan’an Benli (1622–1682)
        - 43/32. Gulu Fan (bd)
          - 44/34. Ziyong Chengru (ur. ok. 1645) mistrzyni chan

      - 42/32. Shouzun Yuanzhao (1647–1729)
        - 43/33/1. Wietnam tradycja Nguyên Thiều w ramach szkoły lâm tế (czyli linji)

    - 41/31. Wanru Tongwei (1594–1657)
      - 42/32. Jizong Xingche (ur. 1606) mistrzyni chan
        - 42/33. Renhua Fa (bd) mistrzyni chan

    - 41/31. Feiyin Tongrong (1593–1661) 64 spadkobierców
      - 42/32. Hanpu Xingcong (1610–1666)
      - 42/32. Baichi Xingyuan (1611–1662)
      - 42/32. Shuijian Huihai (bd)
      - 42/32. Gengxin Xingmi (bd)
        - 43/33. Daozhe Chaoyuan (1602–1662) Japonia, Nagasaki.
          - 44/34/1. Bankei Yōtaku (1622–1793) był jego uczniem przez rok, otrzymał nawet inka, ale nie został jego spadkobiercą

      - 42/32. Yinyuan Longqi (1592–1673) szkoła ōbaku
        - 43/33. Yelan Xinggue (1613–1651)
        - 43/33. Yiran Xingrong (1601–1668)
        - 43/33. Huimen Rupei (1615–1664)

    - 41/31. Shiqi Tongyun (1594–1663)
      - 42/32. Weiji Xingzhi (zm. 1672) mistrzyni chan
        - 43/33. Jingnuo Chaoyue (bd) mistrzyni chan